# 中国科学技术史 (李约瑟)
《中国科学技术史》（英语：Science and Civilization in China）乃李约瑟研究所李約瑟博士和国际学者们所編著的一套關於中國的科学技术历史的著作。李約瑟在書中列出中國人的發明：火藥、造紙術、印刷術和指南針。他還考察了鋼鐵冶煉技術、機械鐘錶、以及把旋轉運動變成直線運動的傳動帶和傳動鏈、拱橋和鐵索橋、深井鑽探設備等工程技術發明，水上航行用的明輪船、前桅帆、後桅帆、水密隔艙和尾舵等。
李約瑟寫道：「就技術的影響而言，在文藝復興之時和之前，中國佔據著一個強大的支配地位。……世界受中國古代和中世紀的頑強的手工業者之賜遠遠大於受亞歷山大時代的技工、能言善辯的神學家之賜。」
简体中文译本由李约瑟 《中国科学技术史》翻译出版委员会翻译，（主任委员 卢嘉锡、副主任委员 路甬祥等）由科学出版社出版和上海古籍出版社出版。繁体中文译本由臺灣商務印書館出版。

## 綱目
李氏原本构思是写一册，后来越写越多，现今有7卷，具体分为：
| 卷数  | 册数   | 名称                                                   | 責任者                                                                                            | 出版年份 | 篇幅（页） |
| 第1卷 | 第1册  | 导论                                                   | 李约瑟著，王铃协助                                                                                | 1954     | 356        |
| 第2卷 | 第1册  | 科学思想史                                             | 李约瑟著，王铃协助                                                                                | 1955     | 721        |
| 第3卷 | 第1册  | 数学、天学和地学                                       | 李约瑟著，王铃协助                                                                                | 1959     | 924        |
| 第4卷 | —      | 物理学及相关技术                                       |                                                                                                   | —        | —          |
| 第4卷 | 第1册  | 物理学                                                 | 李约瑟著，王铃协助，罗宾逊（K．G．Robinson）部分特别贡献                                          | 1962     | 468        |
| 第4卷 | 第2册  | 机械工程                                               | 李约瑟著，王铃协助                                                                                | 1965     | 816        |
| 第4卷 | 第3册  | 土木工程与航海技术                                     | 李约瑟著，王铃、鲁桂珍协助                                                                        | 1971     | 988        |
| 第5卷 | —      | 化学及相关技术                                         |                                                                                                   | —        | —          |
| 第5卷 | 第1册  | 纸和印刷                                               | 钱存训著                                                                                          | 1985     | 511        |
| 第5卷 | 第2册  | 炼丹术的发现和发明：金丹与长生                         | 李约瑟著，鲁桂珍协助；                                                                            | 1974     | 542        |
| 第5卷 | 第3册  | 炼丹术的发现和发明：从长生不老药到合成胰岛素的历史考察 | 李约瑟著，何丙郁、鲁桂珍协助；                                                                    | 1976     | 516        |
| 第5卷 | 第4册  | 炼丹术的发现和发明：器具、理论和中外比较               | 李约瑟著，鲁桂珍协助，席文（Nathan Sivin）部分贡献                                                | 1980     | 820        |
| 第5卷 | 第5册  | 炼丹术的发现和发明：内丹                               | 李约瑟著，鲁桂珍协作                                                                              | 1983     | 608        |
| 第5卷 | 第6册  | 军事技术：抛射武器和攻守城技术                         | 叶山（Robin D．S．Yates）著，石施道（Krzysztof Gawlikowski）、麦克尤恩（Edward McEwen）和王铃协助 | 1994     | 629        |
| 第5卷 | 第7册  | 火药的史诗                                             | 李约瑟著，何丙郁、鲁桂珍、王铃协助                                                                | 1987     | 735        |
| 第5卷 | 第8册  | 纺织技术：织布和织机                                   | （未完成）                                                                                        | —        | —          |
| 第5卷 | 第9册  | 纺织技术：纺纱                                         | 库恩（Dieter Kuhn）                                                                               | 1986     | 554        |
| 第5卷 | 第10册 | 有色金属冶金                                           | （未完成）                                                                                        | —        | —          |
| 第5卷 | 第11册 | 钢铁冶炼术                                             | Donald B. Wagner著                                                                                | 2008     | 512        |
| 第5卷 | 第12册 | 陶瓷技术                                               | Rose Kerr與Nigel Wood著，蔡玫芬與張福康部份貢獻                                                   | 2004     | 968        |
| 第5卷 | 第13册 | 采矿                                                   | Peter J．Golas著                                                                                  | 1999     | 564        |
| 第5卷 | 第14册 | 盐业技术                                               | （未完成）                                                                                        | —        | —          |
| 第6卷 | —      | 生物学及相关技术                                       |                                                                                                   | —        | —          |
| 第6卷 | 第1册  | 植物学                                                 | 李约瑟著，鲁桂珍协助，黄兴宗部分特别贡献                                                          | 1986     | 750        |
| 第6卷 | 第2册  | 农业                                                   | 白馥兰（Francesca Bray）著                                                                        | 1984     | 751        |
| 第6卷 | 第3册  | 农产品加工业和林业                                     | 唐立（Christian A. Daniels）和孟席斯（Nicholas K. Menzies）著                                     | 1996     | 770        |
| 第6卷 | 第4册  | 传统植物学：民族植物学的研究                           |                                                                                                   | 2015     | 788        |
| 第6卷 | 第5册  | 发酵与食品科学                                         | 黄兴宗著                                                                                          | 2000     | 769        |
| 第6卷 | 第6册  | 医学                                                   | 李約瑟與魯桂珍著，席文（Nathan Sivin）編輯                                                        | 2000     | 279        |
| 第7卷 | —      | 科学与中国社会                                         |                                                                                                   | —        | —          |
| 第7卷 | 第1册  | 传统中国的语言与逻辑                                   | 哈布斯迈耶（Christoph Harbsmeier）著                                                              | 1998     | 504        |
| 第7卷 | 第2册  | 总的结论和思考                                         | 李約瑟著，Kenneth G. Robinson編輯，黃仁宇部份貢獻，伊懋可（Mark Elvin）導論                       | 2004     | 336        |

截至2014年7月，以上第一至四卷、第五卷第一、二、五至七分冊、第六卷第一、第五及第六分冊，共14冊的中譯本已出版。